# Cal Gol
Cal Gol és una masia noucentista de Font-rubí (Alt Penedès) inclosa a l'Inventari del Patrimoni Arquitectònic de Catalunya.

## Descripció
Masia composta de planta baixa, pis i golfes, amb coberta a dues vessants. Composició simètrica de la façana. Es fa servir ceràmica blava decorada en els marcs de portes, finestres i balcons, en el sòcol i en el coronament de les línies corves. Té un petit jardí al davant. El capcer presenta formes corbes i conté un plafó ceràmic de dotze rajoles representant el tema de Sant Jordi matant el drac. L'edifici original ha estat ampliat amb annexes a ambdós costats que no alteren la visibilitat de l'edifici original.